# Aeroportul Municipal Independence
Aeroportul Municipal Independence (IATA: IDP, ICAO: KIDP, FAA LID: IDP) este un aeroport din Kansas, Statele Unite ale Americii ce deservește zona Independence⁠(d). Aeroportul a fost tranzitat în 2019 de 4 pasageri. A fost numit după zona deservită.
Situat la o altitudine de 251 m, aeroportul dispune de 2 piste.

## Infrastructură

### Piste
Aeroportul dispune de 2 piste. Pista 04/22 are suprafața de asfalt și dimensiunile 3.402 picioare × 60 picioare. Pista 17/35 are suprafața de asfalt și dimensiunile 5.501 picioare × 100 picioare. 